# Kutusowo (Kaliningrad, Gurjewsk)
Kutusowo (russisch Кутузово, deutsch Fräuleinhof) ist ein Ort in der russischen Oblast Kaliningrad. Er liegt im Rajon Gurjewsk und gehört zur kommunalen Selbstverwaltungseinheit Stadtkreis Gurjewsk.

Die Ortsstelle Fräuleinhof ist allerdings verlassen. Offenbar besteht Kutusowo jetzt aus dem nördlichen Abschnitt der Korsunskaja uliza (ehemals Kriegerstraße in Königsberg-Quednau) mit den Hausnummern 2, 4, 5 und 6–11 etwa 500 Meter südöstlich der Ortsstelle Fräuleinhof. Die Korsunskaja uliza setzt sich dann weiter nach Kaliningrad fort. Die Stadtgrenze verläuft offenbar entlang eines Wasserlaufs.
Etwa zwei Kilometer südlich befindet sich der Bahnhof Kutusowo-Nowoje (ehemals Königsberg-Rothenstein) an den Bahnstrecken Kaliningrad–Sowetsk und Kaliningrad–Selenogradsk–Primorsk.  

## Geschichte
Das bis 1950 Fräuleinhof genannte ehemalige Gutsdorf im mittleren Samland bestand 1785 als königliches Erbpachtvorwerk und kam 1874 zum neu gebildeten Amtsbezirk Quednau (russisch: Sewernaja Gora). Dieser lag im Landkreis Königsberg (Preußen) (1939 bis 1945 Landkreis Samland) im Regierungsbezirk Königsberg der preußischen Provinz Ostpreußen. Im Jahre 1910 zählte das Dorf 48 Einwohner. Fräuleinhof wurde dann in die Landgemeinde Quednau (Sewernaja Gora) eingemeindet, die im Jahre 1939 zur Stadt Königsberg (Preußen) (Kaliningrad) kam.
Im Jahre 1945 wurde das nördliche Ostpreußen und mit ihm Fräuleinhof in die Sowjetunion integriert. Im Jahr 1949 wurden offenbar die ehemaligen Königsberger Stadtteile Rothenstein (Siedlung) sowie derjenige Teil von Quednau, welcher sich westlich der Bahnstrecke nach Cranz befand, nach dem russischen Feldherrn Michail Illarionowitsch Kutusow in Kutusowo umbenannt. Im Juli 1950 wurde dann ebenfalls ausdrücklich das ehemalige Gut Fräuleinhof in Kutusowo umbenannt. Gleichzeitig wurde diese Ortsstelle in den Dorfsowjet Matrossowski selski Sowet im Rajon Gurjewsk eingegliedert. Im Oktober 1950 wurde Kutusowo selber Namensgeber eines Dorfsowjet, dessen Verwaltungssitz sich in (Alexandro-)Newskoje befand. Von 2008 bis 2013 war Kutusowo Namensgeber einer Landgemeinde, deren Verwaltungssitz sich in Maloje Wassilkowo befand. Nach deren Auflösung gehört Kutusowo seither zum Stadtkreis Gurjewsk.

### Kutusowski selski Sowet/okrug 1950–2008
Der Dorfsowjet Kutusowski selski Sowet (ru. Кутузовский сельский Совет) wurde im Oktober 1950 eingerichtet. In diesen wurden unter anderen Orte eingegliedert, die zuvor den Dorfsowjets Matrossowski selski Sowet und Saosjorski selski Sowet angehörten. Sein Verwaltungssitz war der Ort Newskoje, der zunächst Alexandro-Newskoje hieß. Nach dem Zerfall der Sowjetunion bestand die Verwaltungseinheit als Dorfbezirk Kutusowski selski okrug (ru. Кутузовский сельский округ). Im Jahr 2008 wurde der Dorfbezirk in eine Landgemeinde umgewandelt.
| Ortsname                             | Name bis 1947/50                 | Bemerkungen |
| ------------------------------------ | -------------------------------- | --- |
| Awangardnoje (Авангардное)           | Bulitten                         | Der Ort wurde 1947 umbenannt und war zunächst in den Dorfsowjet Saosjorski eingeordnet. |
| Bolschaja Derewnja (Большая Деревня) | Dunkershöfen                     | Der Ort wurde 1950 umbenannt und war zunächst in den Dorfsowjet Kosmodemjanski eingeordnet. Er wurde 1997 in Bolschoje Derewenskoje umbenannt. |
| Dubossekowo (Дубосеково)             | Samitten                         | Der Ort wurde 1947 umbenannt und war zunächst in den Dorfsowjet Matrossowski eingeordnet. Er wurde (laut Verzeichnis) vor 1975 an den Ort Swiridowo angeschlossen. |
| Doroschny (Дорожный)                 | Sandlauken                       | Der Ort wurde 1950 zunächst in Pridoroschnoje umbenannt und war zunächst in den Dorfsowjet Matrossowski eingeordnet. Wegen der (vermutlich ungewollten) Namensgleichheit mit dem in denselben Rajon eingeordneten Ort Pridoroschnoje (Kirschappen) wurde offenbar schon bald der Name Doroschny üblich. Die offizielle Umbenennung dorthin erfolgte aber erst 1997. |
| Kumatschowo (Кумачёво)               | Tropitten                        | Der Ort wurde 1950 umbenannt und war zunächst (offenbar fälschlicherweise) in den Dorfsowjet Saliwenski eingeordnet. |
| Kutusowo (Кутузово)                  | Fräuleinhof                      | Der Ort wurde 1950 umbenannt und war zunächst in den Dorfsowjet Matrossowski eingeordnet. Namensgeber des Dorfsowjets/Dorfbezirks. |
| Maikowo (Майково)                    | Sudau                            | Der Ort wurde 1947 umbenannt und war zunächst in den Dorfsowjet Matrossowski eingeordnet. Er wurde vor 1975 verlassen. |
| Maloje Wassilkowo (Малое Василъково) |                                  | Der Ort wurde (offenbar) vor 1975 von dem Ort Wassilkowo abgetrennt, der zunächst in den Dorfsowjet Saosjorski eingeordnet wurde und dann in den Dorfsowjet Bolscheissakowski gelangte. |
| Medwedewka (Медведевка)              | Trutenau                         | Der Ort wurde 1947 umbenannt und war zunächst in den Dorfsowjet Matrossowski eingeordnet. |
| Newskoje (Невское)                   | Kummerau                         | Der Ort wurde 1949 zunächst in Alexandro-Newskoje umbenannt und war zunächst als Stadtteil von Kaliningrad vorgesehen. Möglicherweise gelangte er dann schon 1950 in diesen Dorfsowjet und wurde dessen Verwaltungssitz. Vor 1975 wurde der Ort in Newskoje umbenannt.                                                                                              |
| Nowy (Новый)                         | Eichenkrug                       | Der Ort wurde vor 1975 umbenannt. |
| Orlowka (Орловка)                    | Nesselbeck                       | Der Ort wurde 1947 umbenannt und war zunächst in den Dorfsowjet Matrossowski eingeordnet. |
| Petrowo (Петрово)                    | Zielkeim                         | Der Ort wurde 1947 umbenannt und war zunächst in den Dorfsowjet Matrossowski eingeordnet. |
| Swiridowo (Свиридово)                | Aweyken                          | Der Ort wurde 1947 umbenannt und war zunächst in den Dorfsowjet Matrossowski eingeordnet. Er wurde vor 1988 verlassen. |
| Swobodnoje (Свободное)               | Groß Mischen                     | Der Ort wurde 1950 umbenannt und war zunächst in den Dorfsowjet Matrossowski eingeordnet. |
| Timofejewka (Тимофеевка)             | Neuhof, Kreis Königsberg/Samland | Der Ort wurde 1950 umbenannt und war zunächst in den Dorfsowjet Matrossowski eingeordnet. Er wurde vor 1975 verlassen. |
| Wladimirowo (Владимирово)            | Bladau                           | Der Ort wurde 1950 umbenannt und war zunächst in den Dorfsowjet Saosjorski eingeordnet. Er wurde 1997 in Wladimirowka umbenannt: |

### Kutusowskoje selskoje posselenije 2008–2013

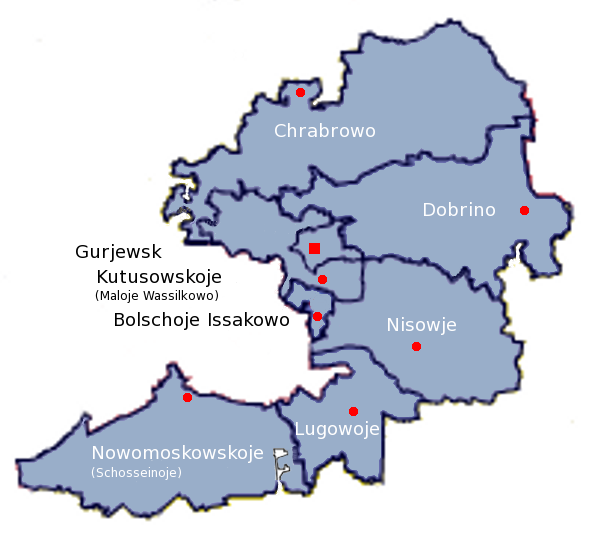
Die Lage der Landgemeinde Kutusowskoje selskoje posselenije in der westlichen Mitte des Rajons Gurjewsk

Die Landgemeinde Kutusowskoje selskoje posselenije (ru. Кутузовское сельское поселение, Kutusowskoje selskoje posselenije) wurde im Jahr 2008 eingerichtet. Sie umfasste 13 jeweils als „Siedlung“ (russisch: possjolok) eingestufte Ortschaften, die vorher den Dorfbezirk Kutusowski selski okrug gebildet hatten, mit 4.734 Einwohnern (Stand 2010). Verwaltungssitz der Landgemeinde war der Ort Maloje Wassilkowo. Im Jahr 2013 wurde die Landgemeinde wieder aufgelöst und deren Orte in den neu gebildeten Stadtkreis Gurjewsk eingegliedert.
| Ortsname                                     | deutscher Name  |  | Ortsname                    | deutscher Name |
| -------------------------------------------- | --------------- |  | --------------------------- | -------------- |
| Awangardnoje (Авангардное)                   | Bulitten        |  | Newskoje (Невское)          | Kummerau       |
| Bolschoje Derewenskoje (Большое Деревенское) | Dunkershöfen    |  | Nowy (Новый)                | Eichenkrug     |
| Doroschny (Дорожный)                         | Sandlauken      |  | Orlowka (Орловка)           | Nesselbeck     |
| Kumatschowo (Кумачёво)                       | Tropitten       |  | Petrowo (Петрово)           | Zielkeim       |
| Kutusowo (Кутузово)                          | bei Fräuleinhof |  | Swobodnoje (Свободное)      | Groß Mischen   |
| Maloje Wassilkowo (Малое Васильково)         | Neudamm (Gut)   |  | Wladimirowka (Владимировка) | Bladau         |
| Medwedewka (Медведевка)                      | Trutenau        |  |                             |                |

## Kirche
Die Bevölkerung Fräuleinhofs war vor 1945 fast ausnahmslos evangelischer Konfession und war in den Pfarrsprengel der Dorfkirche in Quednau (russisch: Sewernaja Gora) eingegliedert. Dieses gehörte zum Kirchenkreis Königsberg-Land II in der Kirchenprovinz Ostpreußen der Kirche der Altpreußischen Union. Letzter deutscher Geistlicher war Pfarrer Johann Gustav Brehm. Heute liegt Kutusowo im Einzugsgebiet der in den 1990er Jahren neu errichteten evangelisch-lutherischen Auferstehungskirche in Kaliningrad (Königsberg). Sie ist die Hauptkirche der Propstei Kaliningrad der Evangelisch-lutherischen Kirche Europäisches Russland (ELKER).